# Germán IX de Baden-Eberstein
Germán IX, margrave de Baden-Eberstein (m. 13 de abril de 1353) fue el margrave titular de Baden y señor gobernante de Eberstein.
Era el hijo del margrave Federico II y su primera esposa Inés de Weinsberg (m. 3 de mayo de 1320). Cuando su padre murió en 1333, le sucedió como margrave de Baden-Eberstein.
En 1344, entregó el castillo de Yburg (cerca de Baden-Baden) al margrave Rodolfo IV (m. 1348). En 1350, después de la muerte de Rodolfo IV, el emperador Carlos IV enfeudó el castillo de Yburg de nuevo a Germán IX. En ese mismo año, adquirió la villa de Mörsch a la abadía de Herrenalb. Rodolfo IV había vendido la villa a la abadía, con opción de recompra.
El 3 de junio de 1341, o antes, se casó con Matilde de Vaihingen (m. 13 de abril de 1381). Tuvieron un hijo, Federico IV.
Germán IX murió en 1353. Como Federico IV había muerto antes que él, Eberstein pasó a su primo en segundo grado Rodolfo VI de la línea principal Baden-Baden.